# Gheorghe Albu
Gheorghe Albu   (Arad, 12 de setembre de 1909 - Făgăraș, 26 de juny de 1974) és un exfutbolista romanès de la dècada de 1930.
Fou 42 cops internacional amb la selecció romanesa amb la qual participà en la Copa del Món de Futbol de 1934.
Pel que fa a clubs, defensà els colors de AMEF Arad fins 1928, Gloria CFR, Venus Bucureşti i FC Craiova.